# Biagio Garofalo
Biagio Garofalo, en latin Caryophyllus, né en 1677 à Naples et mort en 1762 à Vienne (Autriche), est un antiquaire italien.

## Biographie
Né à Naples en 1677, il embrassa l’état ecclésiastique, et acquit une connaissance parfaite, non-seulement du grec et du latin, mais encore de l’hébreu. Ses travaux littéraires ayant étendu sa réputation dans toute l’Italie, les Académies s’empressèrent de l’admettre au nombre de leurs associés. Le pape Clément XI et le cardinal Passionei faisaient grand cas de son érudition ; ils lui procurèrent les moyens de satisfaire, en voyageant, le désir qu’il avait de vérifier différents points d’antiquité. Il était en correspondance avec le prince Eugène de Savoie, qui le détermina à se rendre à Vienne, où il devint l’homme de confiance et comme le favori du cardinal Trautson, archevêque de cette ville ; il y mourut fort âgé en 1762.

## Œuvres
- Considerazioni intorno alla poesia degli Ebrei et dei Greci, Rome, 1707, in-4°. Après avoir cherché à prouver que de toutes les langues l’hébreu est la plus claire, parce que l’arrangement des mots y suit l’ordre naturel des idées, il fait voir que c’est à tort qu’on a voulu trouver quelque analogie entre la poésie des Hébreux et celle des Grecs, puisque les vers hébreux ne sont pas composés de syllabes de différentes mesures, et qu’ils ne diffèrent de la prose que par le choix des expressions et par la rime. Cette opinion avait déjà été émise par Jean Le Clerc, qui se félicite (Bibliothèque choisie, t. 20, p. 169) de s’être rencontré avec un homme aussi savant que Garofalo.
- Osservazioni sopra la lettera del D. Barnabò Scacchi fatte in difesa delle Considerazioni intorno alla poesia degli Ebrei, Venise, 1711, in-4° : c’est une défense de l’ouvrage précédent ; mais Garofalo crut devoir la publier sous un nom supposé, et il prit celui d’Ottavio Maranta.
- Ragionamento in difesa delle considerazioni del marchese Orsi sopra il libro : Della maniera di ben pensare, etc., Rome, 1708, in-4° ;
- Dissertationes miscellaneæ, ibid., 1718 , in-4°. Ces dissertations sont au nombre de six ; la première, qui est la plus importante, traite du commerce des anciens : ce recueil devait avoir une suite, qui ne parut point.
- In anaglyphum græcum dissertatio epistolaris ; elle est imprimée avec l’explication de ce monument, par le comte Camillo Silvestri, Rome, 1720, in-8° ;
- De antiquis marmoribus dissertationes IV, Vienne, 1738, in-4°. L’auteur fait, dans la première, l’énumération des carrières de marbre qui étaient connues des anciens ; il traite, dans la seconde, des ouvriers, de leurs outils et des moyens de transport qu’ils employaient ; dans la troisième, des droits que les carrières payaient à l’État; et enfin dans la quatrième, des privilèges accordés aux ouvriers en marbre. Elles ont été réimprimées, Utrecht, 1745, in-4°, avec deux dissertations de Pasquale Garofalo, jurisconsulte : Altera de thermis herculaneis nuper in Dacia repertis ; altera de usu et præstantia thermarum herculanearum. Ces deux dernières dissertations, dédiées au comte Hamilton, gouverneur du banat de Temeswar, avaient déjà paru à Vienne en 1757, et à Mantoue en 1759, in-4°. L’auteur essaye d’y déterminer la position de ces bains, dont il vante l’efficacité dans les affections syphilitiques ; il recherche d’où leur venait le nom de bains d’Hercule, et fait voir, par les médailles et les inscripcriptions que l’on y a trouvées, qu’ils n’ont été construits que sous Antonin le Pieux.
- De veterum clypeis opusculum, in quo plura quæ ad græcam romanamque militiam pertinent, explicantur et illustrantur, Leyde, 1751 , in-4°; ouvrage plein d’érudition et très-estimé.
- De antiquis auri, argenti, stanni æris, ferri, plumbique fodinis, Vienne, 1757, in-4° ; c’est le pendant de son ouvrage sur les marbres. Garofalo annonçait depuis 1718 un traité De herbis Biblicis ; mais il n’a point été publié.